# Daniel Estrada Agirrezabalaga
Daniel Estrada Agirrezabalaga (* 3. Januar 1987 in Zarautz, fälschlich auch Aguirrezabalaga) ist ein spanischer Fußballspieler.

## Spielerkarriere
Daniel Estrada startete seine Karriere als Fußballer beim baskischen Traditionsclub Real Sociedad. Er gab am 10. Februar 2007 sein Debüt gegen den spanischen Rekordmeister Real Madrid. Das Spiel ging mit 1:2 zu verloren. Zuvor spielte der Mittelfeldspieler bereits im B-Team der Basken. Auch nach dem Abstieg Sociedads in die Segunda División 2007 blieb er im Verein und konnte 2010 mit den Basken wieder in die Primera División aufsteigen.
Zur Saison 2015/16 wechselte Estrada zum Zweitligisten Deportivo Alavés. Nachdem Alavés in die Primera División aufgestiegen war, verließ Estrada den Verein im Sommer 2016.